# Aldborough, Norfolk
Aldborough är en by i civil parish Aldborough & Thurgarton, i distriktet North Norfolk, i grevskapet Norfolk i England. Byn är belägen 8 km från Cromer. Civil parish hade 302 invånare år 1931. Byn nämndes i Domedagsboken (Domesday Book) år 1086, och kallades då Aldebur(c)/Aldeburg.